# Высшая религиозно-философская школа
Вы́сшая религио́зно-филосо́фская шко́ла (Институ́т; НОУ «ВРФШ») — упраздненное негосударственное светское образовательное учреждение высшего профессионального образования. Институт учрежден 1 декабря 1990 года Санкт-Петербургским союзом учёных. Входил в состав ректорского корпуса вузов Санкт-Петербурга, Межвузовской Ассоциации духовно-нравственного просвещения «Покров», ряда образовательных ассоциаций России, Европы и Америки. Ректором-основателем Института ВРФШ являлась Н. А. Печерская.
В 2014 году образовательный процесс был прекращен и после этого направлено заявление в Рособнадзор об исключении из регистра лицензированных образовательных учреждений.

## Миссия
Институт был создан для подготовки людей, прошедших школу мысли, владеющих инструментами анализа, сведущих в истории идей, интересующимися своим духовным развитием. Миссию ВРФШ подтверждают выпускники. В Институте реализовывали сразу два подхода: государственный стандарт образования и собственные программы обучения и специализации.

## Направление обучения
В Институте осуществлялась подготовка бакалавров по трем направлениям на факультетах искусствоведения, философии, религиоведения.
Институт ВРФШ использовал в обучении программы дистанционного образования в «Центре дистанционного обучения ВРФШ».

### Религиоведение
Преподавалась история Восточного и Западного христианства, сравнительное богословие и литургика, патрология, содержание Ветхого и Нового Завета, христианская антропология, история взаимоотношений Русской Православной Церкви и государства. Читались курсы по истории мировых религий (включая изучение ислама, иудаизма, восточных религиозно-философских учений нехристианского Востока и Юго-Восточной Азии) и религиозной литературы.

### Философия
Преподавание философии основано на изучении классических философских текстов. В изучении использовался герменевтический подход (герменевтика). В интерпретации текстов достаточно времени уделялось феноменологической проблематике (феноменология), акцентировалась идея преемственности философских идей в ходе истории.

### История искусства
В рамках программы Общей теории и истории искусства студентам предлагались курсы истории искусства и архитектуры, общие дисциплины по искусствознанию. Также изучались проблемы христианского искусства по направлениям: раннехристианское искусство, искусство христианского Востока, византийское искусство, искусство Средневековья, искусство Древней Руси, религиозное искусство XX века.

## Преподаватели
В Институте преподавали светские и церковные специалисты, зарубежные ученые.

## Направления работы

### Научная деятельность
ВРФШ осуществлял переводческую, издательскую и экспертную деятельность. ВРФШ организовывал различные научные конференции, симпозиумы, круглые столы и семинары. Структурным научно-исследовательским подразделением ВРФШ являлся Санкт-Петербургский Образовательный центр «Религия и наука» ( (англ.) St. Petersburg Education Center for Religion and Science (SPECRS)). Деятельность центра «Религия и наука» удостоена наград и грантов российских (Российский Фонд фундаментальных исследований) и зарубежных фондов, таких как Институт Метанексус (США), Фонд Темплтона (США), Институт Фарадея (Великобритания), Междисциплинарный университет в Париже (Франция). ВРФШ участвовал в подготовке и проведении мероприятий российского Фонда Династия «Дни науки» в Санкт-Петербурге в 2007 и 2008 годах. Начиная с конференции 2000 года «Наука и вера. Проблема человека в науке и богословии» ВРФШ выпускал серию «Наука и вера» на русском и английском языках.
Наиболее значимые научные проекты и программы ВРФШ
- «Русскоязычные переводы философской классики 20-го века»[34][35][36][37]
- «Феноменология и Аристотель»[38][39][40]
- «Межрегиональные исследования в контексте межнациональных и межконфессиональных отношений в Северо-Западном Федеральном Округе»[41][42]
- «Наука и вера»[23][24][33]
- «Видение красоты»[43]
- «Славянская Библия»[44]

### Издательская деятельность
Издательство «Высшая религиозно-философская школа» действовало с момента основания Института. Первым было официально зарегистрировано издание «Труды ВРФШ», а к настоящему моменту в издательстве ВРФШ кроме «Трудов» и сборников материалов международных конференций выпущено 36 изданий на русском и иностранных языках. Среди них: «Схематическая история христианства», «Церковно-исторический справочник», «Искупление», «Православное богословие и благотворительность», «Высшее образование в контексте Русской культуры 21 века: христианская перспектива», работы таких авторов, как Климент Александрийский, Ансельм Кентерберийский, Александр Шмеман, Иоанн Мейндорф, переводы на русский язык классических работ М. Хайдеггера, Э. Левинаса, Ф. Брентано, монографии по философии, религиоведению, искусствоведению, сборники материалов международных конференций. Доступно чтение некоторых текстов, изданных ВРФШ в режиме on-line (монография А. Г. Чернякова «Онтология времени», выпущенная ВРФШ, размещена на текстовом Интернет-ресурсе ВРФШ).
Отдельные издания ВРФШ переведены на другие языки и опубликованы в издательствах Springer, Kluwer Academic Publishers (Голландия), The Edwin Mellen Press (США), Oxford University Press (Англия).
С 2010 года ВРФШ сотрудничает с американским издательством и научным форумом Global Scholarly Publications (США).
Одно из последних изданий Института «Высшая религиозно-философская школа» сборник работ Алексея Григорьевича Чернякова «Об утрате очевидности: на пути к новой онтологии».

### Международная деятельность
Международная деятельность ВРФШ включала совместные проекты, издательские программы, образовательные обмены, курсы лекций, членство в международных организациях.

### Работа со школьниками
Институт курировал творческую гуманитарную работу школьников в рамках Межшкольного общества гуманитарных исследований (МОГИ).

### Общественная деятельность
Общественная и социальная деятельность ВРФШ шла в одном русле с документом ОСНОВЫ СОЦИАЛЬНОЙ КОНЦЕПЦИИ Русской Православной Церкви. К числу наиболее важной в этой связи относились такая работа ВРФШ, как:
- участие в общественной экспертизе, организация пресс-конференций[61]
- проведение общественных слушаний[62];
- волонтерская работа помощь бездомным, благотворительность[63];
- проведение молодёжных конкурсов, фестивалей[64];
- консультативная работа по вопросам межконфессиональных отношений, этническим проблемам, религии и обществу для таких организаций, как Общественная палата при Полномочном Представителе Президента РФ в С-ЗФО[65], отделы СПб Епархии[66], подразделения Свято-Троицкой Александро-Невской Лавры[67].

## Преемственность
Деятельность Института «Высшая религиозно-философская школа» (ВРФШ) осуществлялась на протяжении 25 лет — с 1990 года по 2015 год. Преемником ВРФШ с 2016 года является Автономная некоммерческая организация «Центр научно-просветительских и религиозно-философских программ» (АНО «ЦНРП»).